# Paraliparis incognita
Paraliparis incognita és una espècie de peix pertanyent a la família dels lipàrids.

## Descripció
- Fa 9 cm de llargària màxima.
- Nombre de vèrtebres: 54-58.[5][6]

## Hàbitat
És un peix marí i batidemersal que viu entre 360 i 800 m de fondària.

## Distribució geogràfica
Es troba a l'oceà Antàrtic.

## Observacions
És inofensiu per als humans.